# 2025-ös angol labdarúgó-ligakupa-döntő
A 2025-ös angol labdarúgó-ligakupa-döntő a 2024–2025-ös EFL Cup végső győztesét volt hivatott eldönteni. A Liverpool és a Newcastle United játszották a londoni Wembley Stadionban, 2025. március 16-án. Ez volt a sorozat 65. döntője, és a 18., amelyet az újjáépített Wembleyben rendeztek meg.
A Newcastle United 2–1-re megnyerte a mérkőzést, ezzel megszerezve első ligakupa címét, egyben első trófeáját az 1968–1969-es vásárvárosok kupája megnyerése óta, valamint első hazai trófeáját az 1954–1955-ös FA-kupa óta.

## A csapatok
| Csapat           | Az ezt megelőző döntős szereplések évszámai, félkövérrel szedve a győztes évek |
| ---------------- | ------------------------------------------------------------------------------ |
| Liverpool        | 1981, 1982, 1983, 1984, 1995, 2001, 2003, 2005, 2012, 2022                     |
| Newcastle United | 1976, 2023, 2025                                                               |

## Út a döntőbe

### Liverpool
| Forduló                                                                                | Ellenfél                   | Végeredmény |
| -------------------------------------------------------------------------------------- | -------------------------- | ----------- |
| 3.                                                                                     | West Ham United (H)        | 5–1         |
| 4.                                                                                     | Brighton & Hove Albion (V) | 3–2         |
| ND                                                                                     | Southampton (V)            | 2–1         |
| ED                                                                                     | Tottenham Hotspur (V)      | 0–1         |
| ED                                                                                     | Tottenham Hotspur (H)      | 4–0         |
| Jelmagyarázat: (H) = hazai pályán játszott mérkőzés; (V) = Idegenben játszott mérkőzés |                            |             |

Mivel a Liverpool a Premier League előző szezonjában elért helyezése miatt szerepelt az UEFA-bajnokok ligájában, a Ligakupa harmadik fordulójában csatlakozott be, ahol hazai pályára sorsolták a szintén első osztályú West Ham United ellen. A mérkőzést 2024. szeptember 25-én játszották az Anfielden, a Liverpool 5–1-re győzött Diogo Jota és Cody Gakpo duplájával, valamint Mohamed Szaláh góljával, míg a West Ham egy öngóllal szerzett szépítést, amit Jarell Quansah jegyzett.
A negyedik fordulóban a Liverpoolnak a Premier League-ben szereplő Brighton & Hove Albiont sorsolták ellenfélnek. A mérkőzést 2024. október 30-án rendezték a Falmer Stadionban, és a Liverpool 3–2-es győzelmet aratott. A vörösöknél Gakpo duplázott és Luis Díaz talált be, míg a Brighton góljait Simon Adingra és Tariq Lamptey szerezték.
A negyeddöntőben a Liverpoolt idegenbe sorsolták, az első osztályú Southampton ellen, az összecsapást 2024. december 18-án játszották a St Mary Stadionban. A Liverpool 2–1-es győzelmet aratott, Darwin Núñez és Harvey Elliott góljaival, míg a hazaiak találatát Cameron Archer szerezte.
Az elődöntőt oda-visszavágós formátumban játszották, ahol a Liverpool ellenfele a szintén első osztályú Tottenham Hotspur volt. Az első mérkőzést idegenben, a Tottenham Hotspur Stadionban rendezték 2025. január 8-án, a Tottenham 1–0-ra nyert Lucas Bergvall kései góljával. A mérkőzést viták övezték, mivel a Liverpool szerint Bergvallt második sárga lappal ki kellett volna állítani még a gólja előtt.
A visszavágót február 6-án játszották az Anfielden, ahol a Liverpool fölényes játékot mutatva 4–0-s győzelmet aratott. A gólokat Gakpo, Szaláh, Szoboszlai Dominik és Virgil van Dijk szerezték. Az összesítésben így a Liverpool 4–1-re nyert, ezzel bejutva második egymást követő ligakupa-döntőjébe, így az elmúlt négy szezonban ez már a harmadik fináléjuk volt.

### Newcastle United
| Forduló                                                                                | Ellenfél              | Végeredmény  |
| -------------------------------------------------------------------------------------- | --------------------- | ------------ |
| 2.                                                                                     | Nottingham Forest (A) | 1–1 (4–3 b.) |
| 3.                                                                                     | AFC Wimbledon (H)     | 1–0          |
| 4.                                                                                     | Chelsea (H)           | 2–0          |
| ND                                                                                     | Brentford (H)         | 3–1          |
| ED                                                                                     | Arsenal (V)           | 2–0          |
| ED                                                                                     | Arsenal (H)           | 2–0          |
| Jelmagyarázat: (H) = hazai pályán játszott mérkőzés; (V) = Idegenben játszott mérkőzés |                       |              |

Mivel a Newcastle United a Premier League-csapatként nem szerepelt egyik UEFA-sorozatban sem, a Ligakupa második fordulójában csatlakozott a sorozathoz, ami egy idegenbeli mérkőzés volt szintén első osztályú Nottingham Forest ellen. A mérkőzést 2024. augusztus 28-án játszották a Városi Stadionban, és 1–1-es végeredményű rendes játékidő és hosszabbítás után a Newcastle tizenegyesekkel 4–3-ra győzött. A rendes játékidőben Joe Willock szerezte a Newcastle gólját, míg a Forest részéről Jota Silva volt eredményes. A hazaiaktól Callum Hudson-Odoi, Nikola Milenković és Neco Williams értékesítették büntetőiket, Ibrahim Sangaré és Taiwo Awoniyi viszont hibáztak. A vendégeknél Alexander Isak, Bruno Guimarães, Anthony Gordon és Sean Longstaff is betalált, míg Joelinton kihagyta a saját tizenegyesét.
A harmadik fordulóban a Newcastle az harmadosztályú Wimbledon ellen játszott hazai pályán, a találkozóra 2024. október 1-jén került sor a St James' Parkban. A mérkőzés 1–0-s Newcastle-győzelemmel zárult, a győztes gólt Fabian Schär szerezte büntetőből az első félidő hosszabbításának első percében. Ezt az összecsapást eredetileg szeptember 24-én, a Wimbledon otthonában, a Plough Lane-en rendezték volna, ám a stadiont ért áradás miatt elhalasztották és Newcastle-be helyezték át.
A negyedik fordulóban a Newcastle hazai pályán fogadta a Premier League-ben szereplő Chelsea-t, a 2024-es döntő másik résztvevőjét. A mérkőzést 2024. október 30-án játszották a St James' Parkban, és a Newcastle 2–0-ra győzött Alexander Isak találatával, valamint Axel Disasi öngóljával.
A negyeddöntőben a Newcastle-t hazai pályára sorsolták az első osztályban szereplő Brentford ellen, a mérkőzést december 18-án játszották a St James' Parkban. Sandro Tonali két góljával a Newcastle 3–1-es győzelmet aratott, Fabian Schär is betalált, ezzel a szarkák bejutottak az elődöntőbe.
Az elődöntőben a Newcastle a Premier League-es Arsenal csapatával mérkőzött meg oda-visszavágós párharcban. Az első mérkőzést január 7-én rendezték az Emirates Stadionban, ahol a Newcastle 2–0-ra győzött Isak és Gordon góljaival, így kétgólos előnnyel várhatták a visszavágót.
A második mérkőzést február 5-én játszották a St James' Parkban, ahol a Newcastle megismételte az első meccs eredményét, és újabb 2–0-s győzelmet aratott Anthony Gordon és Jacob Murphy találataival. A Newcastle így 4–0-s összesítéssel jutott tovább, és három szezonon belül másodszor kvalifikálta magát a döntőbe.

## A mérkőzés előzményei

### Háttér
Ez volt a Newcastle harmadik döntőbeli szereplése, korábban 1976-ban és 2023-ban elvesztette a finálét. A Liverpool címvédőjeként érkezett, és rekordot jelentő tizenötödik alkalommal jutott be az EFL-kupa döntőjébe, míg a trófeát eddig rekordot jelentő tízszer nyerte meg.
A Newcastle az angol futball egyik leghosszabb trófea nelküli időszakának megszakítására készült, hiszen legutóbbi megnyert címük az 1968–1969-es vásárvárosok kupája. Utolsó jelentős hazai trófeájuk az 1954–1955-ös FA-kupa.

### Csapathírek
Anthony Gordon nem játszhatott a döntőben a Newcastle színeiben, miután 2025. március 2-án az FA-kupában a Brighton and Hove Albion elleni vereség során piros lapot kapott Jan Paul van Hecke elleni szabálytalanságáért. Lewis Hall és Sven Botman szintén kihagyták a döntőt: Hall lábsérülése miatt a szezon hátralévő részére kidőlt, míg Botman térdsérülése miatt nyolc hétre vált harcképtelenné. A Newcastle kezdőcsapatának öt tagja kezdett már a 2023-as döntőben is, míg ketten csereként léptek pályára. Callum Wilson, aki ezúttal csereként játszott, 2023-ban kezdőként szerepelt, Joe Willock pedig mindkét döntőben csereként kapott lehetőséget.
A Liverpoolnál Trent Alexander-Arnold, Conor Bradley, Joe Gomez és Tyler Morton is sérülés miatt hiányzott a döntőről.
A Newcastle lett az első csapat, amely hat angol játékossal a kezdőcsapatban nyerte meg a kupát az 1997-es Ligakupa-döntőben diadalmaskodó Leicester City óta. A döntő vesztesei közül a Bradford City volt az utolsó együttes, amely 2013-ban hat angol játékost szerepeltetett a kezdőcsapatban egy Ligakupa-döntőn.

## A mérkőzés

### Összefoglaló
A mérkőzés első félidejének végén, a 45. percben Kieran Trippier szögletéből Dan Burn egy fejesgóllal szerzett vezetést a Newcastle Unitednek. A második félidő elején, az 52. percben Alexander Isak növelte az előnyt egy pontos lövéssel. A hosszabbítás negyedik percében a csereként beálló Federico Chiesa szerezte meg a Liverpool szépítő gólját. A Newcastle végül 2–1-re megnyerte a találkozót, ezzel történelmi sikert aratva.

### Részletek
| 2025. március 16. 16:30 |

| Liverpool    | 1–2               | Newcastle United  |
| ------------ | ----------------- | ----------------- |
| Chiesa 90+4' | (0–1) Jegyzőkönyv | Burn 45' Isak 52' |

| Wembley Stadion, London Nézőszám: 88 513 Játékvezető: John Brooks |

| Liverpool | Newcastle United |

| GK          | 62 | Caoimhín Kelleher       |       |     |
| RB          | 78 | Jarell Quansah          |       |     |
| CB          | 5  | Ibrahima Konaté         |       | 57' |
| CB          | 4  | Virgil van Dijk (c)     |       |     |
| LB          | 26 | Andrew Robertson        |       |     |
| CM          | 38 | Ryan Gravenberch        |       | 74' |
| CM          | 10 | Alexis Mac Allister     |       | 67' |
| RW          | 11 | Mohamed Szaláh          |       |     |
| AM          | 8  | Szoboszlai Dominik      |       |     |
| LW          | 7  | Luis Díaz               |       | 74' |
| CF          | 20 | Diogo Jota              |       | 57' |
| Cserék:     |    |                         |       |     |
| GK          | 1  | Alisson                 |       |     |
| DF          | 21 | Konsztandínosz Cimíkasz |       |     |
| MF          | 3  | Endó Vataru             |       |     |
| MF          | 17 | Curtis Jones            |       | 57' |
| MF          | 19 | Harvey Elliott          |       | 74' |
| MF          | 53 | James McConnell         |       |     |
| FW          | 9  | Darwin Núñez            |       | 57' |
| FW          | 14 | Federico Chiesa         | 90+8' | 74' |
| FW          | 18 | Cody Gakpo              |       | 67' |
| Vezetőedző: |    |                         |       |     |
| Arne Slot   |    |                         |       |     |

| GK          | 22 | Nick Pope           | 90'   |     |
| RB          | 2  | Kieran Trippier     |       |     |
| CB          | 5  | Fabian Schär        |       |     |
| CB          | 33 | Dan Burn            |       |     |
| LB          | 21 | Tino Livramento     |       |     |
| CM          | 39 | Bruno Guimarães (c) |       |     |
| CM          | 8  | Sandro Tonali       | 90+9' |     |
| CM          | 7  | Joelinton           |       |     |
| RF          | 23 | Jacob Murphy        |       | 90' |
| CF          | 14 | Alexander Isak      |       | 81' |
| LF          | 11 | Harvey Barnes       |       | 81' |
| Cserék:     |    |                     |       |     |
| GK          | 1  | Martin Dúbravka     |       |     |
| DF          | 13 | Matt Targett        |       |     |
| DF          | 17 | Emil Krafth         |       | 90' |
| MF          | 28 | Joe Willock         |       | 81' |
| MF          | 36 | Sean Longstaff      |       |     |
| MF          | 67 | Lewis Miley         |       |     |
| FW          | 9  | Callum Wilson       |       | 81' |
| FW          | 18 | William Osula       |       |     |
| FW          | 78 | Sean Neave          |       |     |
| Vezetőedző: |    |                     |       |     |
| Eddie Howe  |    |                     |       |     |

| A mérkőzés legjobbja: Dan Burn (Newcastle United) Játékvezető-asszisztens: Eddie Smart Nick Greenhalgh Negyedik játékvezető: Darren England Tartalék játékvezető: Steve Meredith Videóbíró: Stuart Attwell Videóbíró asszisztense: Sian Massey-Ellis | Szabályok - 90 perc játékidő - 30 perc hosszabbítás döntetlen esetén, majd büntetőpárbaj - 9 nevezhető cserejátékos - Öt játékos cserélhető, a hosszabbításban még egy cserelehetősége van mindkét csapatnak. A cserékre három alkalommal van lehetőség, amelybe nem számít bele a félidő, a hosszabbítás előtti szünet és a hosszabbítás félideje. |

### Statisztika
| Statisztika            | Liverpool | Newcastle United |
| ---------------------- | --------- | ---------------- |
| Lőtt gólok             | 1         | 2                |
| Kapura lövés           | 7         | 17               |
| Kaput eltaláló lövések | 2         | 6                |
| Labdabirtoklás         | 66%       | 34%              |
| Szöglet                | 4         | 9                |
| Szabálytalanság        | 14        | 10               |
| Les                    | 2         | 2                |
| Sárga lap              | 1         | 2                |
| Piros lap              | 0         | 0                |